# Nectandra gracilis
Nectandra gracilis là một loài thực vật thuộc họ Lauraceae. Loài này có ở Ecuador và Peru.